# Patrick Hancock
Patrick Francis Hancock (ur. 1914, zm. 1980) – brytyjski dyplomata, sekretarz osobisty ministra gospodarki wojennej 1940-1942 (w Ministry of Economic Warfare), urzędnik Departamentu Centralnego FO (third secretary), ambasador w Norwegii 1963-1965.